# Анапская пересыпь

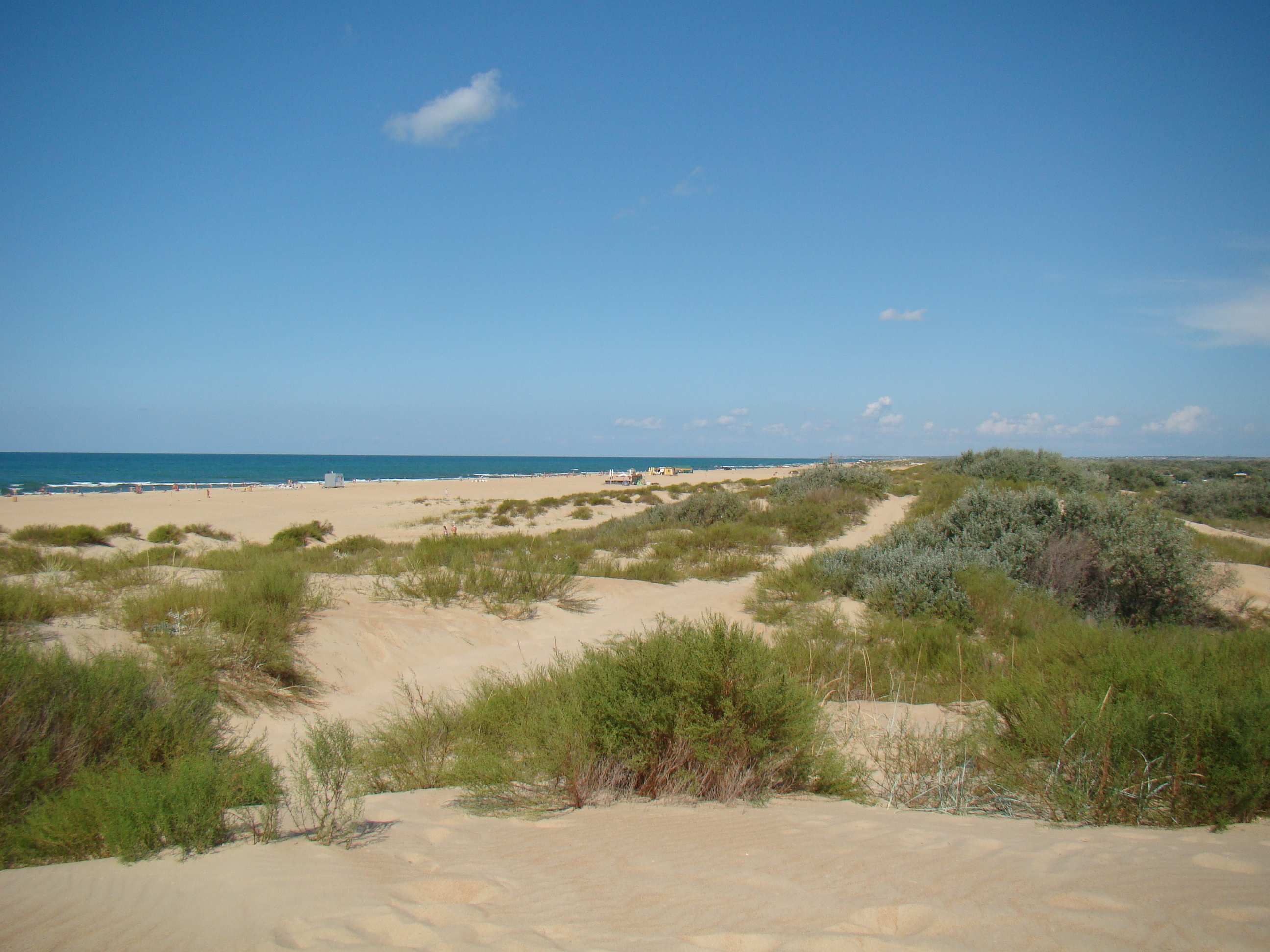
Витязевская коса — часть Анапской пересыпи между посёлком Витязево и станицей Благовещенская в августе 2012 года

Анапская пересыпь — песчаная коса длиной порядка 43 км. Тянется от г. Анапа до мыса Железный Рог на Таманском полуострове. На западе омывается водами Чёрного моря, на востоке — водами солёных и полусолёных лиманов (Витязевский лиман, Бугазский лиман, озеро Солёное) Состоит из кварцевого песка Кавказского происхождения с примесью измельчённых раковин морских моллюсков. Протяжённость косы составляет около 43 километров. Ширина варьируется от 600 м до 2 км. Административно бо́льшая часть косы входит в состав Анапского района Краснодарского края. Считается, что на Анапской косе расположены лучшие по качеству песчаные пляжи Северного Причерноморья.

## История
Анапская коса сформировалась благодаря наносной деятельности реки Кубань. Дело в том, что до конца XIX века последняя впадала в Чёрное море через Кизилташский лиман. Заполнив свою древнюю дельту наносами, воды реки устремились в более низкую местность на берегу Азовского моря. В результате, высохло и обнажилось древнее русло, покрытое песком, намытым за миллионы лет с вершин Кавказского хребта. Не менее важную роль сыграли и продольные намывы песчаных наносов морскими течениями. В настоящее время, из-за ухода реки и антропогенного воздействия, песчаные отложения косы подвержены пляжной эрозии, которая отчасти компенсируется намывом разрушенных раковин моллюсков.

## География и районирование
Анапская пересыпь неоднородна по всей своей длине. На ней принято выделять несколько участков пляжей. Центральный пляж Анапы — самый южный и самый перегруженный отдыхающими участок косы отделяет Анапскую бухту Чёрного моря от так. наз. Анапских плавней, расположен в черте города Анапа, пересекается протокой Анапкой. Кроме этого, выделяются пляжи Бимлюка, Джемете, Витязевский пляж, Витязевская коса, Благовещенский пляж, Бугазская коса, а также пересыпь озера Солёное.
Коса обычно делится на 3 части — пляжную (длиной около 100—150 м) по обеим краям косы и дюнную, занимающую её центральную часть. В 3 км к северу от Анапы, в районе Бимлюка, в результате ветровых нагонов появляются первые песчаные дюны — кучугуры. Средняя высота дюн 3—5 м, максимальная до 14—15 м. Дюны тянутся до Бугазского лимана (до станицы Благовещенской). Флора песчаных дюн напоминает типично пустынную. Здесь представлены в основном лох серебристый, тамарикс (бисерник), различные жёсткие травы. По берегам лиманов поросли камыша.
Море в районе Анапской косы мелководно и хорошо прогревается солнцем. Поэтому температура воды здесь летом в среднем на 2—5 градусов выше, чем на других, более глубоководных черноморских курортов к югу. Максимальная температура воды была зафиксирована в 1972 году (+28,2 °С). Однако мелководные воды косы могут быть обманчивы. Вдоль берега расположено несколько рядов так называемых меляков — постоянно меняющихся подводных песчаных кос, в которых во время отлива образуется так называемый «тягун» или отбойная волна с быстринами, которые представляют опасность для незнакомых с морем людей.